# Slag bij Cortenuova

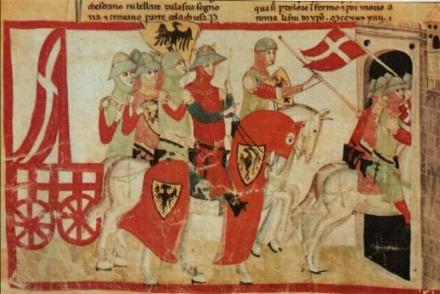

De slag bij Cortenuova vond plaats op 27 november 1237 ter hoogte van Cortenuova. Keizer Frederik II stond tegenover de Lombardische Liga.

## Achtergrond
Toen keizer Frederik II  in 1220 Duitsland verliet richting Rome, om tot keizer te worden gekroond, en daarna richting Sicilië, liet hij zijn negenjarige zoon Hendrik achter. Frederik kon zijn zoon tot koning laten kronen op voorwaarde dat hij de Confoederatio cum principibus ecclesiasticis (voordelen aan de kerkelijke vorsten) ondertekende. Hiermee werd Hendrik erkend als koning van Duitsland en Italië (Lombardije). Eenmaal meerderjarig probeerde Hendrik een vuist te maken, maar dat resulteerde in het omgekeerde, de Statutum in favorem principum (statuut in het voordeel van de prinsen) van 1231.
De Italiaanse stadstaten vonden dat ze ook wel recht hadden op extra privileges en richtten een nieuwe (tweede) Lombardische Liga op. Om dit de counteren, liet Frederik Hendrik excommuniceren in 1234 (verlies van kerkelijke macht) en onttronen in 1235 (verlies van wereldlijke macht). Dit suste de Noord-Italianen niet en een confrontatie volgde.

## Slag
De twee legers stonden gedurende veertien dagen tegenover elkaar zonder te vechten. Frederik liet uitschijnen dat hij zich zou terugtrekken om te overwinteren. Hij liet verkenners plaatsen op de Lombardische terugweg, die met rooksignalen moesten aangeven wanneer de Lombardische troepen rechtsomkeer zouden maken. Eenmaal de terugtocht begonnen, stegen rookpluimen op en vielen de keizerlijke troepen aan. Verrast vluchtten de Noord-Italianen terwijl ze werden bestookt met de pijlen van de Saracenen en achtervolgd door de Teutoonse infanterie. Een colonne mannen uit Milanese adellijke families kon de terugtocht van het leger naar Cortenuova tot het vallen van de nacht vertragen. Om het moreel van het leger zo hoog mogelijk te houden, beval Frederik zijn troepen om te slapen met hun wapenrusting aan en om aan te vallen bij het ochtendgloren. 
Bij het aanbreken van de dag op 28 november viel het keizerlijk leger de terugtrekkende Longobarden aan, die bijna geen tegenstand boden. Velen verdronken in de Oglio, die op dat moment door hevige regenval snel stroomde. Aan het einde van de slag werden ongeveer 5.000 Longobarden gevangen genomen en werden nog eens duizenden doden geteld. Alleen de Milanezen al verloren 2.500 soldaten.

## Resultaat
Het Lombardische leger was zo goed als vernietigd. Frederik was nu aan de top van zijn macht en belegerde Milaan. Hij wees alle Milanese vredesonderhandelingen af en drong aan op onvoorwaardelijke overgave. Milaan en vijf andere steden hielden echter stand en in oktober 1238 moest hij het Beleg van Brescia opheffen.
Voor zijn onverzettelijke houding en de dreiging om de pauselijke staten binnen te vallen, werd Frederik door paus Gregorius IX geëxcommuniceerd.